# 스벤 노딘

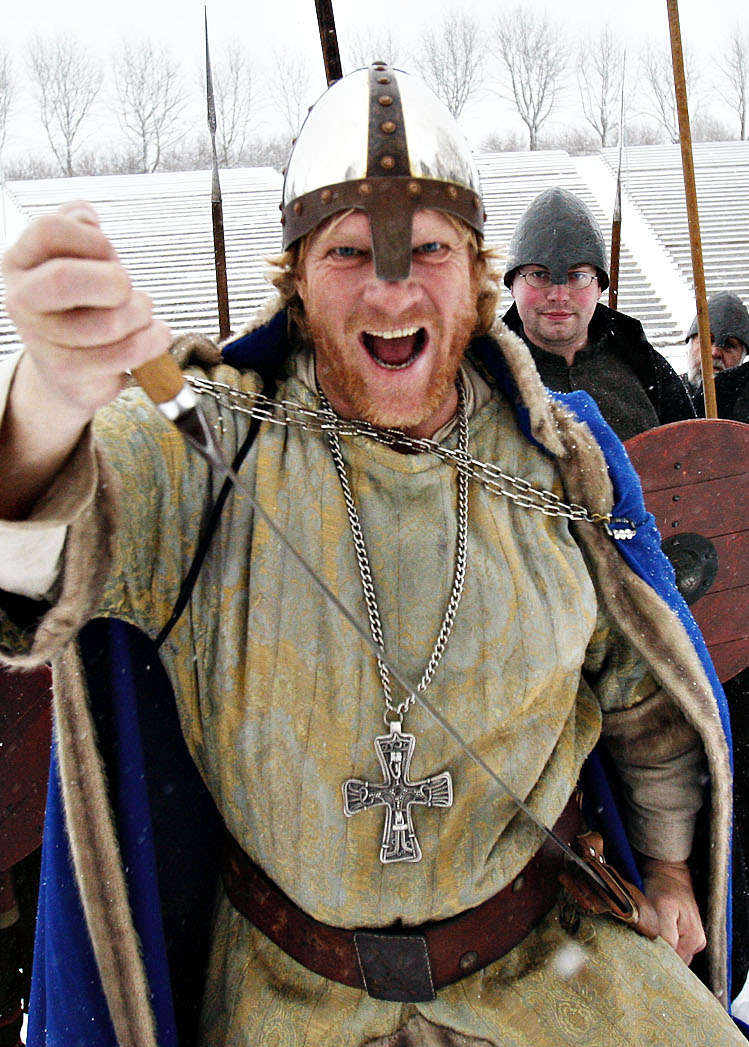

스벤 노딘(Sven Nordin, 1957년 2월 6일 ~ )은 노르웨이의 배우이다.
오슬로에서 태어났다.

## 영화
- 더 레이싱 : 이너셜 드리프트 (2016년) - 도펜 역
- 스톡홀름의 마지막 연인 (2016년) - 로슬린 역
- 질주본능: 더 레이싱 (2014년) - 도펜 역
- 디텍티브 다운스 (2013년)
- 투 라이브즈 (2012년)
- 언 에너미 투 다이 포 (2012년) - 캡틴 역
- 콜 걸 (2012년) - 글렌 역
- 노르웨이의 아들 (2011년)
- 유토피아 (2002년)
- 성난 바다 (2002년)
- 엘링 (2001년)
- 프롬프터 (1999년)